# Jörg Stingl
Jörg Stingl (* 6. Juli 1961 in Karl-Marx-Stadt) ist ein sächsischer Bergsteiger und ehemaliger Schwimmsportler.
Stingl bestieg als zweiter Deutscher (nach Hans Engl, 1978) am 22. Mai 2001 den Mount Everest ohne zusätzlichen Sauerstoff. Er ist der erste und bislang (2008) auch einzige Deutsche, der die Seven Summits ohne zusätzlichen Sauerstoff bestieg.
Während seiner Schulzeit an der Kinder- und Jugendsportschule in Karl-Marx-Stadt (heute Sportgymnasium Chemnitz) war er Schwimmer. Sein größter Erfolg als Schwimmer ist die Teilnahme an den Olympischen Spielen 1980.
Stingl engagiert sich als ehrenamtlicher Botschafter der Stiftung Kinderhospiz Mitteldeutschland Nordhausen in Tambach-Dietharz.